# The Pointer Sisters
A The Pointer Sisters amerikai rhythm and blues együttes, amely 1969-ben alakult. Tagjai a Pointer nővérek: Ruth Pointer, Issa Pointer és Sadako Pointer. Korábbi tagok szintén ebbe a családfába tartoznak: Bonnie Pointer, Anita Pointer és June Pointer. (June 2006-ban elhunyt, 2020-ban Bonnie, 2022 utolsó napján pedig Anita is elhunyt.) A zenekar a kaliforniai Oakland-ből indult. A nővérek szülei nem engedték, hogy ivadékaik rockzenét hallgassanak, mondván, hogy a rock az "ördög zenéje", és ezért egyházi gospel zene hallgatására kényszerítették őket. A "Pointerek" azonban kiléptek ebből a körből, és megalapították saját együttesüket. Zenei stílusuk sokrétegű: többek között country, soul, pop és diszkózenét játszanak. A zenekar első lemeze 1973-ban jelent meg. Az együttes fennállása során 16 lemezt adott ki. 2000-ben meghalt a nővérek anyja, 2003-ban pedig Anita gyereke, Jada halt meg. Bonnie Pointert 2011-ben letartóztatták kábítószer-tartás miatt. A zenekar a mai napig működik.

## Diszkográfia

### Stúdióalbumok
- The Pointer Sisters (1973)
- That's a Plenty (1974)
- Steppin' (1975)
- Having a Party (1977)
- Energy (1978)
- Priority (1979)
- Special Things (1980)
- Black and White (1981)
- So Excited! (1982)
- Break Out (1983)
- Contact (1985)
- Hot Together (1986)
- Serious Slammin' (1988)
- Right Rhythm (1990)
- Only Sisters Can Do That (1993)
- The Pointer Sisters Favorites (2008)